# 대한민국 민법 제449조
대한민국 민법 제449조는 채권의 양도성에 대한 민법조문이다.

## 조문
제449조(채권의 양도성) 
① 채권은 양도할 수 있다. 그러나 채권의 성질이 양도를 허용하지 아니하는 때에는 그러하지 아니하다.
② 채권은 당사자가 반대의 의사를 표시한 경우에는 양도하지 못한다. 그러나 그 의사표시로써 선의의 제삼자에게 대항하지 못한다.

第449條(債權의 讓渡性) ① 債權은 讓渡할 수 있다. 그러나 債權의 性質이 讓渡를 許容하지 아니하는 때에는 그러하지 아니하다.
②債權은 當事者가 反對의 意思를 表示한 境遇에는 讓渡하지 못한다. 그러나 그 意思表示로써 善意의 第三者에게 對抗하지 못한다.

## 비교 조문
일본민법 제466조(채권의 양도성) 1. 채권은 양도할 수 있다. 다만, 그 성질이 이를 허용하지 아니하는 때에는 그러하지 아니하다. 2. 전항의 규정은 당사자가 반대의 의사를 표시한 경우에는 적용하지 아니한다. 다만, 그 의사표시는 선의의 제3자에게 대항할 수 없다.

## 사례
- A사는 경영난으로 직원들에 대한 급여를 지급하지 못하고 있다가 가지고 있던 B사에 대한 임대보증금 반환채권을 직원들인 C들에게 대신 양도하였다. C들은 A사로부터 양도통지 권한도 위임받아 채권양도사실을 B사에게 통지하였는데 문제는 A사와 B사 사이의 임대차계약서에서는 임대보증금반환채권을 A사가 타에 양도하는 것을 금지하고 B사의 사전승인이 있는 경우에만 양도할 수 있다고 정하고 있었다. 이런 경우 민법 제449조에서는 양수인이 선의이면 채권양도가 유효하다고 규정하고 있고 대법원 판례는 위와 같이 양수인이 악의이거나 선의라도 중대한 과실이 있는 경우에는 채권양도는 효력이 없다고 해석하고 있다[1].
- X건설회사는 B주식회사와 호텔신축공사에 대한 공사도급계약을 체결하였는데 이 계약서에는 수급인이 공사대금채권 등 도급계약에 따른 채권을 양도하거나 담보의 목적으로 제공할 수 없다고 기재되어 있었다. 그럼에도 불구하고 X건설회사는 자신에게 물품을 공급한 A에게 물품대금 채무의 변제 명목으로 위 공사대금채권 중 일부를 양도하였으며 그 양도사실을 확정일자 있는 통지서에 의해 B주식회사에게 알렸습니다. 그 후 A는 B주식회사에게 양수받은 공사대금의 지급을 청구하였으나, B주식회사는 채권양도금지가 기재된 공사도급계약서 조항을 근거로 위 청구를 거부하는 경우 이 거부는 타당하지 않다[2].

## 판례
- 임대인이 임차보증금반환청구채권의 양도통지를 받은 후에 임대인과 임차인 사이에 임대차계약의 갱신(更新)이나 계약기간 연장에 관해 명시적 또는 묵시적 합의가 있더라도 그 합의의 효과는 보증금반환채권의 양수인에 대해서는 미칠 수 없다[3]

- 부동산의 매매로 인한 소유권이전등기청구권은 물권의 이전을 목적으로 하는 매매의 효과로 매도인이 부담하는 재산권이전의무의 한 내용을 이루는 것이고 매도인이 물권행위의 성립요건을 갖추도록 의무를 부담하는 경우에 발생하는 채권적 청구권으로 그 이행과정에 신뢰관계가 따르므로 소유권이전등기청구권을 매수인에게서 양도받은 양수인은 매도인이 그 양도에 대해 동의하지 않고 있다면 매도인에 대해 채권양도를 원인으로 해서 소유권이전등기절차의 이행을 청구할 수 없고, 따라서 매매로 인한 소유권이전등기청구권은 특별한 사정이 없는 이상 그 권리의 성질상 양도가 제한되고 그 양도에 채무자의 승낙이나 동의를 요한다고 할 것이므로 통상의 채권양도와 달리 양도인의 채무자에 대한 통지만으로는 채무자에 대한 대항력이 생기지 않으며 반드시 채무자의 동의나 승낙을 받아야 대항력이 생긴다[4]

- 채권양도가 다른 채무의 담보조로 이루어졌으며 또한 그 채무가 변제되었다고 하더라도, 이는 채권 양도인과 양수인 간의 문제일 뿐이고, 양도채권의 채무자는 채권 양도·양수인 간의 채무 소멸 여하에 관계없이 양도된 채무를 양수인에게 변제하여야 하는 것이므로, 설령 그 피담보채무가 변제로 소멸되었다고 하더라도 양도채권의 채무자로서는 이를 이유로 채권양수인의 양수금 청구를 거절할 수 없다[5].

## 같이 보기
- 채권양도
- 양도금지특약